# Theodor Hiller
Theodor Hiller (* 13. Juni 1886 in Löwenstein; † 6. September 1951 in Zankenhausen) war ein deutscher Maler und Architekt. Seit 1923 war er mit der Malerin Marusja Foell verheiratet.

## Leben und Werk
Theodor Hiller hatte ein Architekturstudium vermutlich an der Technischen Hochschule Stuttgart absolviert. Hauptberuflich wirkte er als Regierungsbaumeister in Stuttgart.
1916 nahm er an der Ausstellung „Württembergische Kunst“ im Kunstgebäude Stuttgart teil. 1923 (nach Presseberichten rekonstruiert: Hochgebirgslandschaft, Kleinstadt, Stillleben) und 1924 (Landschaft Brugnasco ob Airolo, Tessin) nahm er an den Sezessionsausstellungen der Stuttgarter Sezession teil.